# چمن خار
چمن خار (نام علمی: Danthoniopsis) نام یک سرده از تیره گندمیان است.